# Rytis Sakalauskas
Rytis Sakalauskas (ur. 27 czerwca 1987 w Olicie) – litewski lekkoatleta specjalizujący się w biegach sprinterskich.
W 2009 był czwarty na mistrzostwach Europy do lat 23 oraz piąty podczas uniwersjady. Na półfinale zakończył udział w halowych mistrzostwach Europy w Paryżu (2011). Wicemistrz uniwersjady w biegu na 100 metrów z 2011 roku. Uczestnik mistrzostw Europy w Amsterdamie (2016).
Wiele razy w zawodach międzynarodowych startował w litewskiej sztafecie 4 × 100 metrów.
Medalista mistrzostw Litwy oraz reprezentant kraju w drużynowych mistrzostwach Europy.

## Osiągnięcia
| Rok  | Impreza                               | Miejsce          | Konkurencja        | Lokata     | Wynik  |
| ---- | ------------------------------------- | ---------------- | ------------------ | ---------- | ------ |
| 2009 | II liga drużynowych mistrzostw Europy | Bańska Bystrzyca | bieg na 100 m      | 3. miejsce | 10,47  |
| 2009 | Młodzieżowe mistrzostwa Europy        | Kowno            | bieg na 100 m      | 4. miejsce | 10,38  |
| 2009 | Uniwersjada                           | Belgrad          | bieg na 100 m      | 5. miejsce | 10,41  |
| 2011 | Halowe mistrzostwa Europy             | Paryż            | bieg na 60 m       | półfinał   | 6,71   |
| 2011 | II liga drużynowych mistrzostw Europy | Nowy Sad         | bieg na 100 m      | 1. miejsce | 10,34  |
| 2011 | Uniwersjada                           | Shenzhen         | bieg na 100 m      | 2. miejsce | 10,14  |
| 2011 | Mistrzostwa świata                    | Daegu            | bieg na 100 m      | eliminacje | 10,42  |
| 2012 | Halowe mistrzostwa świata             | Stambuł          | bieg na 60 m       | półfinał   | 6,69   |
| 2012 | Mistrzostwa Europy                    | Helsinki         | bieg na 100 m      | –          | DNF    |
| 2012 | Igrzyska olimpijskie                  | Londyn           | bieg na 100 m      | eliminacje | 10,29  |
| 2013 | II liga drużynowych mistrzostw Europy | Kowno            | bieg na 100 m      | 1. miejsce | 10,44  |
| 2013 | Uniwersjada                           | Kazań            | bieg na 100 m      | 7. miejsce | 10,30  |
| 2014 | I liga drużynowych mistrzostw Europy  | Tallinn          | bieg na 100 m      | 3. miejsce | 10,23w |
| 2014 | I liga drużynowych mistrzostw Europy  | Tallinn          | sztafeta 4 × 100 m | 4. miejsce | 40,00  |
| 2014 | Mistrzostwa Europy                    | Zurych           | bieg na 100 m      | półfinał   | 10,44  |
| 2014 | Mistrzostwa Europy                    | Zurych           | sztafeta 4 × 100 m | eliminacje | 40,15  |
| 2015 | I liga drużynowych mistrzostw Europy  | Heraklion        | bieg na 100 m      | 6. miejsce | 10,60  |
| 2015 | Uniwersjada                           | Gwangju          | bieg na 100 m      | eliminacje | 10,64  |
| 2016 | Mistrzostwa Europy                    | Amsterdam        | bieg na 100 m      | półfinał   | 10,40  |
| 2017 | II liga drużynowych mistrzostw Europy | Tel Awiw         | bieg na 100 m      | 2. miejsce | 10,30w |
| 2017 | II liga drużynowych mistrzostw Europy | Tel Awiw         | sztafeta 4 × 100 m | –          | DQ     |

## Rekordy życiowe
- bieg na 100 metrów – 10,14 (17 sierpnia 2011, Shenzhen) rekord Litwy / 10,08w (2012)
- bieg na 200 metrów – 20,74 (16 września 2011, Bruksela) rekord Litwy